# Kovács Ferenc (néprajzkutató)
Kovács Ferenc, S. Kovács (Temesvár, 1907. szeptember 15. – Arad, 1959. augusztus 10.) magyar néprajzkutató, regényíró, újságíró.

## Életútja
Középiskolai tanulmányait szülővárosában, Székelyudvarhelyen és Budapesten végezte (1926). A Déli Hírlap munkatársa, majd a bécsi Konsular Akademie elvégzése után a aradi Magyar Újság szerkesztője. 1933-ban Budapestre költözött, ahol a Független Szemle munkatársa, a Magyar Mezőgazdák Szövetkezetének tisztviselője. A szegedi tudományegyetemen államtudományi doktorátust szerzett (1940), 1945-ben hazatért Temesvárra, majd Aradra költözött; a kisiratosi általános iskolában tanított magyar nyelvet és irodalmat (1949–55).
Kondor Tamás karrierje című regénye Budapesten jelent meg (1935). A Déli Hírlap folytatásokban közölte Jacht-tea a Británniában (1936) című regényét. Sarkadi Dénessel lefordította Figueiredo Savanyú a szőlő című darabját, amelyet 1957-ben mutatott be a temesvári és a nagyváradi magyar színház. Tanítósága alatt összegyűjtött gazdag népköltési anyaga Faragó József szerkesztésében és bevezetésével Iratosi kertek alatt címmel jelent meg (1958), mint az első Arad környéki magyar folklórgyűjtemény. Egy másik gyűjteménye (Aradvégi magyar népköltészet) sokáig kéziratban maradt.

## Főbb művei
- Iratosi kertek alatt. Kisiratosi népköltészet; szerk., bev. Faragó József, gyűjt. Kovács Ferenc, Állami Irodalmi és Művészeti Kiadó, Bukarest, 1958
- Aradvégi mondák; bev. Sarusi Mihály; Ipolyi Arnold Népfőiskola, Újkígyós, 1995 (Az Ipolyi Arnold Népfőiskola kiskönyvtára)
- A sánta kutya lábán forgó palota. Aradvégi népmesék; gyűjt. Kovács Ferenc, szerk. Sarusi Mihály; Ipolyi Arnold Népfőiskola, Újkígyós, 1997 (Az Ipolyi Arnold Népfőiskola kiskönyvtára)